# Haerts
Haerts (stylisé HAERTS) est un groupe musical allemand d'indie pop, originaire de New York, aux États-Unis. Leur musique est présente dans plusieurs films et séries télévisées comme Carrie : La Vengeance (2013), Cake (2014), Love, Simon (2018), Pretty Little Liars (2010-2017) et 13 Reasons Why (2017).

## Histoire
Haerts est formé à l'origine par l'auteur-compositeur-interprète Nini Fabi et le pianiste-producteur Benjamin Gebert. Ces collaborateurs de longue date ont grandi à Munich, en Allemagne, et se sont déjà produits en tant que duo Nini&Ben. Ils déménagent à Brooklyn en 2010, où ils deviennent Haerts et sont rejoints par les membres du groupe Garrett Lenner (guitares) et Derek McWilliams (basse),,. Ils signent finalement avec Columbia Records en 2012.
Le premier single de Haerts, Wings, sorti en 2012, est régulièrement diffusé à travers les États-Unis et est également présenté comme la chanson du jour par KEXP-FM. Ils suivent avec la sortie de leur deuxième single, All the Days, en 2013. La chanson est élue « chanson de l'été » par le magazine Elle et apparait dans le film Carrie : La Vengeance en 2013. Le premier EP du groupe, Hemiplegia, sort en octobre 2013,. Il est produit par St. Lucia et contient les deux singles originaux. Le premier album éponyme du groupe sort le 27 octobre 2014, et il contient trois des chansons de leur premier EP. Parallèlement à la sortie du premier album, deux singles découlent de l'album, Giving Up et un autre sorti plus tard, Be the One.
Garrett Ienner et Derek McWilliams quittent le groupe en 2015. En janvier 2016, Haerts sort le court-métrage Power/Land, en collaboration avec le vidéaste Julian Klincewicz, ainsi que la bande-son de l'EP Power/Land. Le 7 octobre 2020, ils sortent leur nouveau single For the Sky avec Ed Droste, accompagné d'un clip officiel.

## Discographie

### Albums studio
- 2014 : Haerts
- 2018 : New Compassion
- 2021 : Dream Nation

### EP
- 2013 : Hemiplegia